# Glen Rose (Teksas)
Glen Rose je grad u američkoj saveznoj državi Teksas. Prema popisu stanovništva iz 2010. u njemu je živjelo 2.444 stanovnika.